# Totteridge and Whetstone (Metropolitano de Londres)
Totteridge & Whetstone (/ˈwɛtstoʊn/) é uma estação do Metrô de Londres em Whetstone no borough londrino de Barnet, Norte de Londres. Fica no ramal High Barnet da Northern line, entre as estações High Barnet e Woodside Park, na Zona 4 do Travelcard. Foi construída pela primeira vez em 1872.
Fica no lado norte da Totteridge Lane (A5109), a leste do Dollis Brook, o limite tradicional entre Totteridge e Whetstone, tão estreitamente no último.